# Tabanus basalis
Tabanus basalis är en tvåvingeart som beskrevs av Macquart 1838. Tabanus basalis ingår i släktet Tabanus och familjen bromsar. Inga underarter finns listade i Catalogue of Life.